# Akiapolaau
Akiapolaau (Hemignathus wilsoni) är en fågel i familjen finkar. Den förekommer endast på ön Hawaii i Hawaiiöarna. IUCN kategoriserar den som starkt hotad.

## Utseende och läten
Akiapolaau är en satt, 14 cm lång fågel med relativt stort huvud och en märklig nedåtböjd näbb, där undre näbbhalvan är bara hälften så lång som den övre. Hanen är gulgrön ovan, gul under. I ansiktet och på övre delen av bröstet syns orange anstrykning och på undre stjärttäckarna en vitaktig. Hawaii-amakihin har liknande färgsättning, men är mycket mindre och med proportionellt mindre näbb. Sången beskrivs som en kort och snabb melodi, medan det bland lätena hörs en stigande vissling, en mycket kort strof "cheedle-ee" och ett kort "sweet".

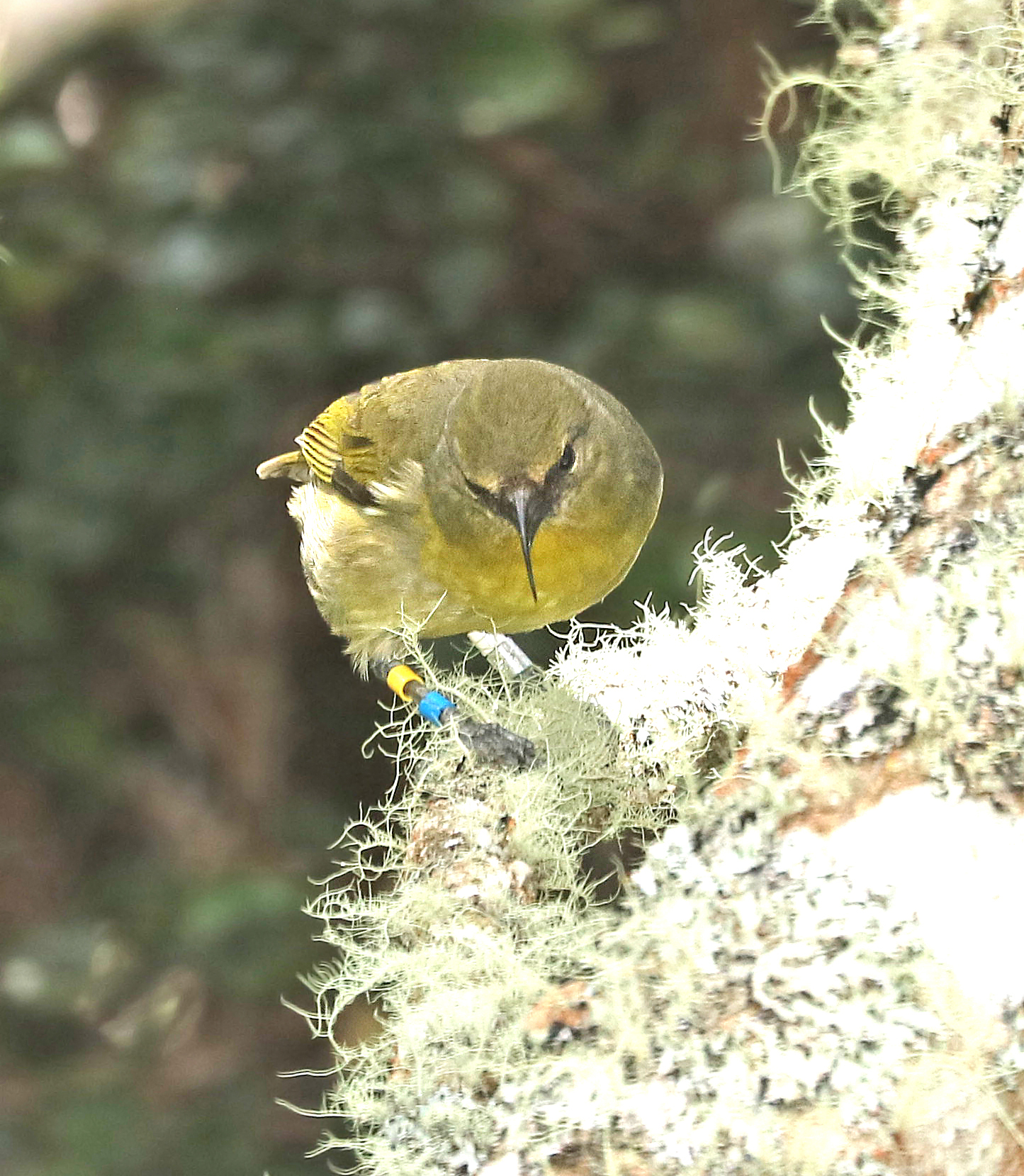

## Utbredning och status
Fågeln förekommer i koa-skogar på Hawaii i Hawaiiöarna. Utbredningsområdet är mycket litet och fragmenterat, och populationen uppskattas till endast 800 häckande individer. Den tros dessutom minska i antal till följd av förändringar i dess levnadsmiljö och påverkan från införda invasiva djurarter. Internationella naturvårdsunionen IUCN kategoriserar därför arten som starkt hotad.

## Familjetillhörighet
Arten tillhör en grupp med fåglar som kallas hawaiifinkar. Länge behandlades de som en egen familj. Genetiska studier visar dock att de trots ibland mycket avvikande utseende är en del av familjen finkar, närmast släkt med rosenfinkarna. Arternas ibland avvikande morfologi är en anpassning till olika ekologiska nischer i Hawaiiöarna, där andra småfåglar i stort sett saknas helt.

## Namn
Fågelns vetenskapliga artnamn hedrar Scott Burchard Wilson (1865-1923), engelsk ornitolog och samlare av specimen.